# فلادانا فوزينيتش
فلادانا فوزينيتش ( مواليد 18 يوليو 1986) هي مغنية وكاتبة أغاني، مثلت الجبل الأسود في مسابقة الأغنية الأوروبية لعام 2022.

## روابط خارجية
- فلادانا فوزينيتش على موقع ميوزك برينز (الإنجليزية)
- فلادانا فوزينيتش على موقع ديسكوغز (الإنجليزية)